# Чопау
Чо́пау (нем. Zschopau) — город в Германии, расположен в Федеральной земле Саксония. Входит в состав района Рудные Горы. Подчиняется управлению Чопау. Население составляет 8803 человек (на 31 декабря 2023 года). Занимает площадь 22,90 км². Официальный код — 14 1 81 420.
Известен заводом Motorradwerk Zschopau, производившим до 2008 года мотоциклы марки MZ.

## Фотографии

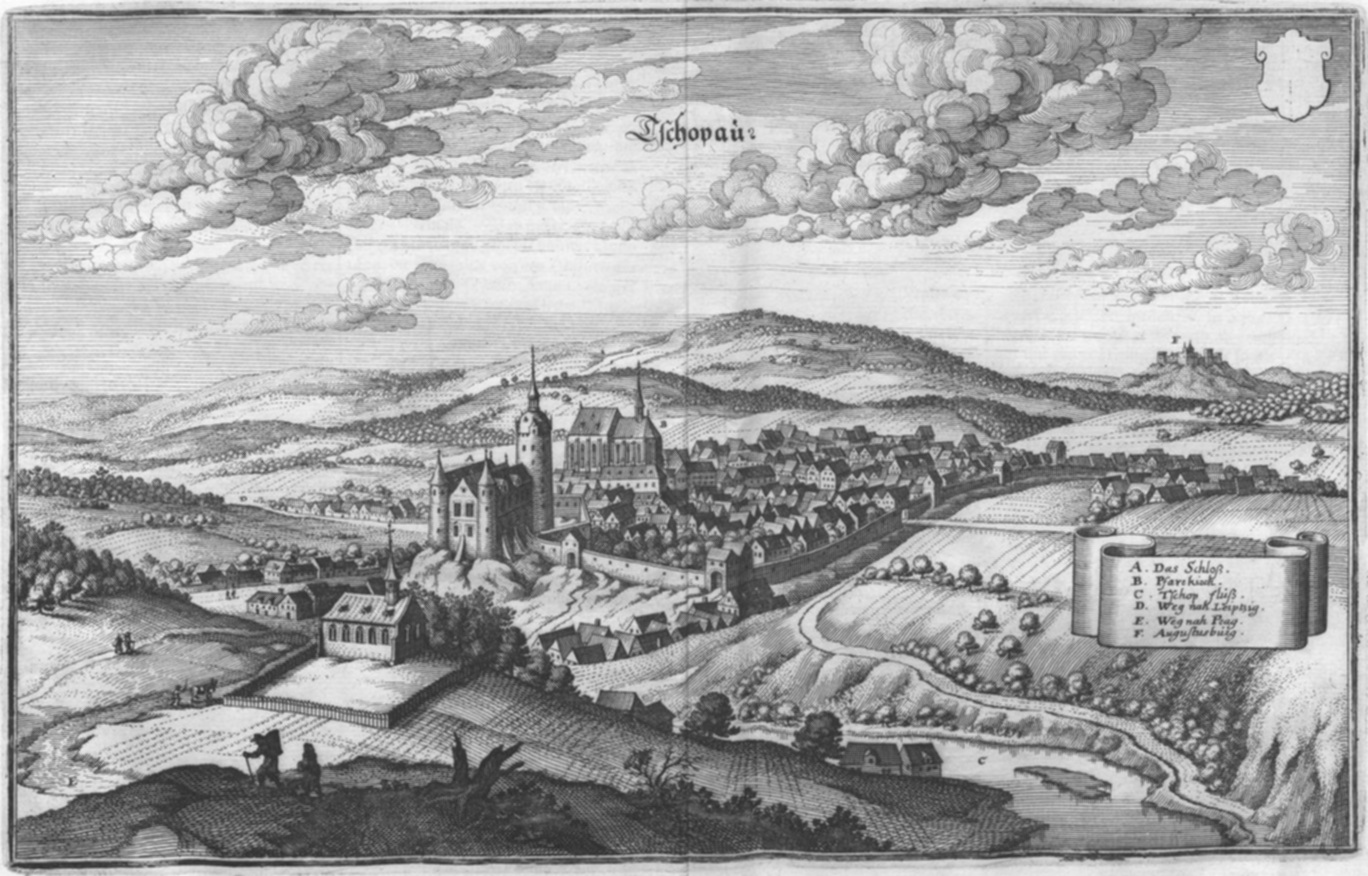
Чопау в 1650 году
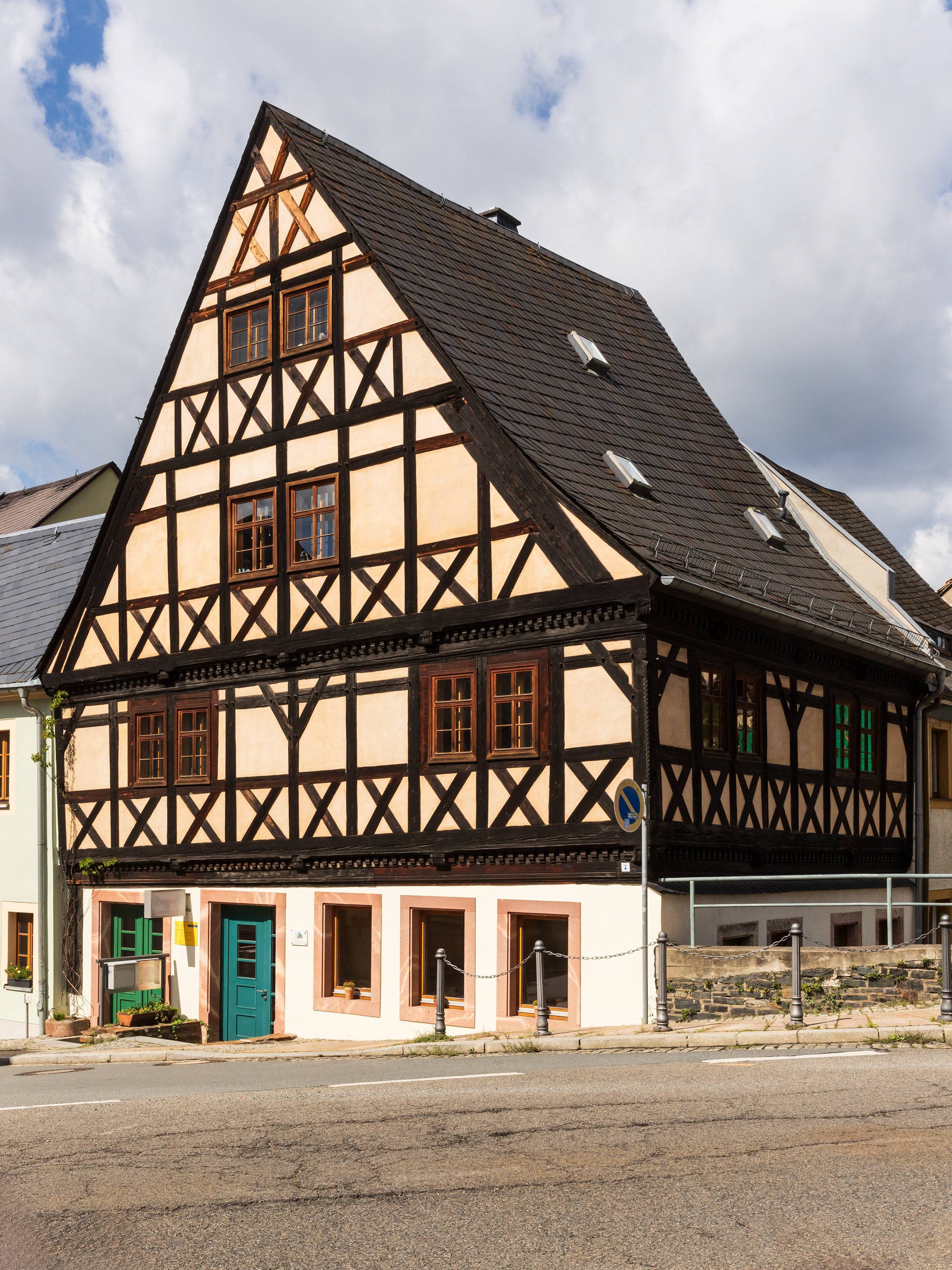
Старинный фахверковый дом
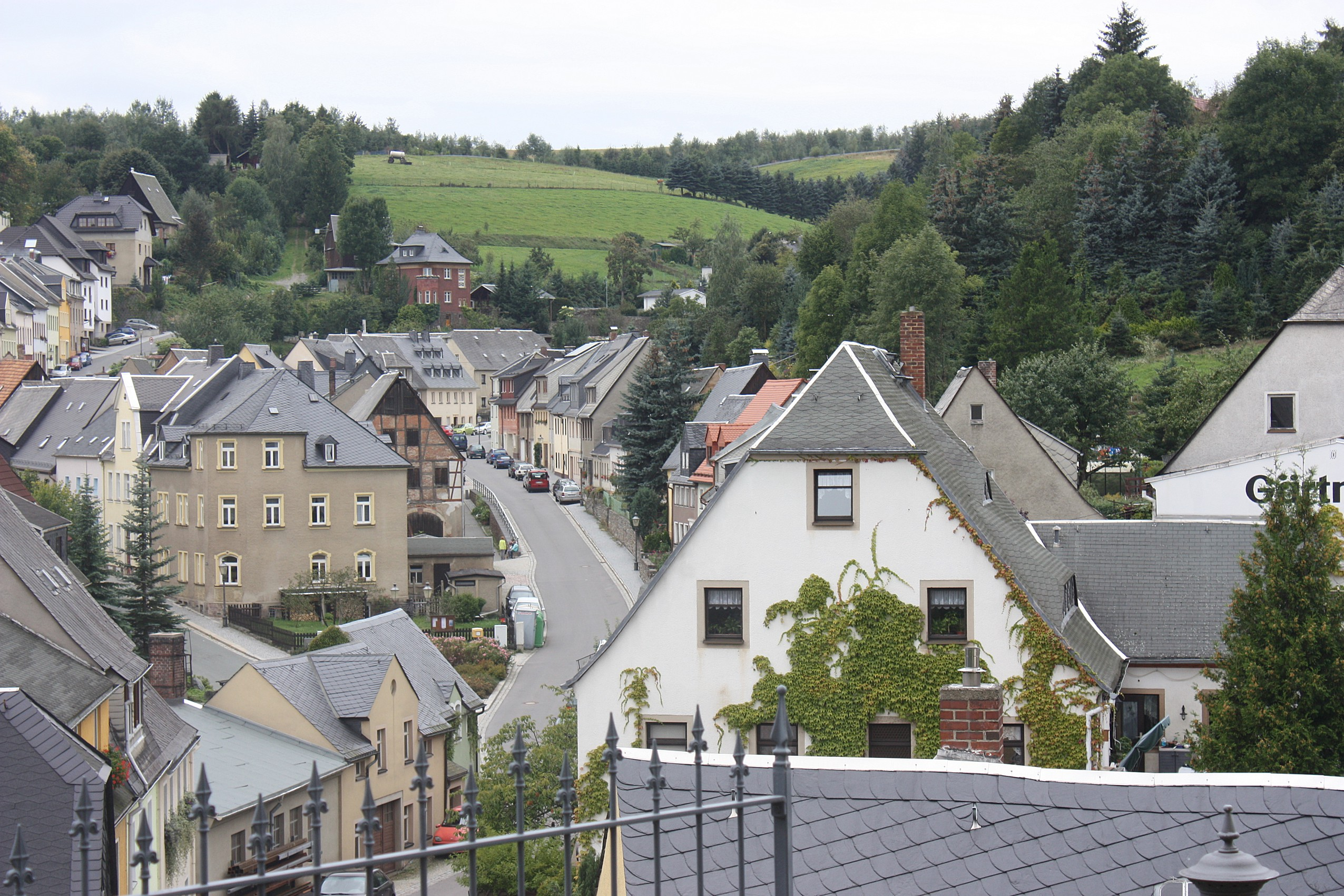
Визенштрассе
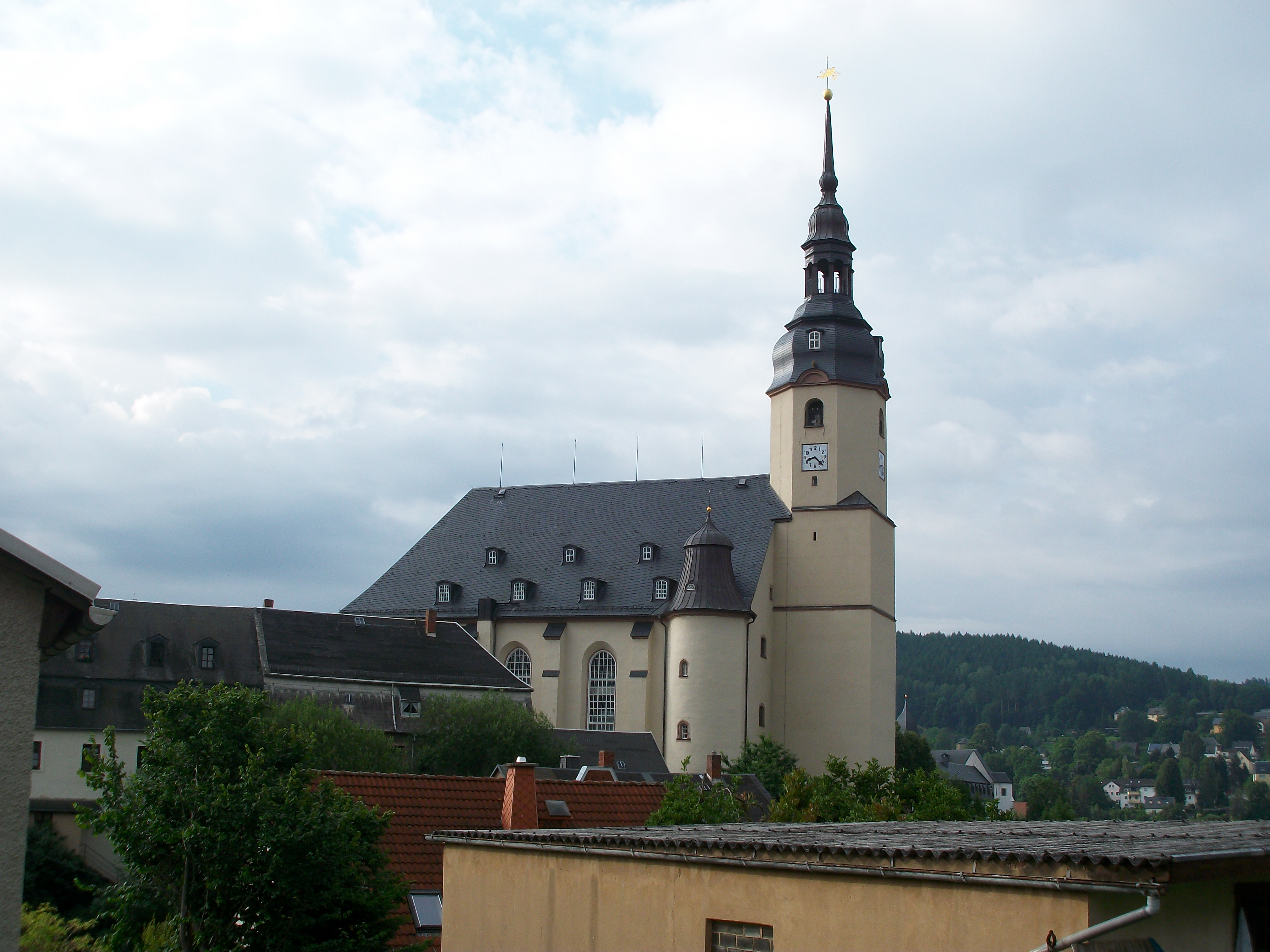
Церковь св. Мартина
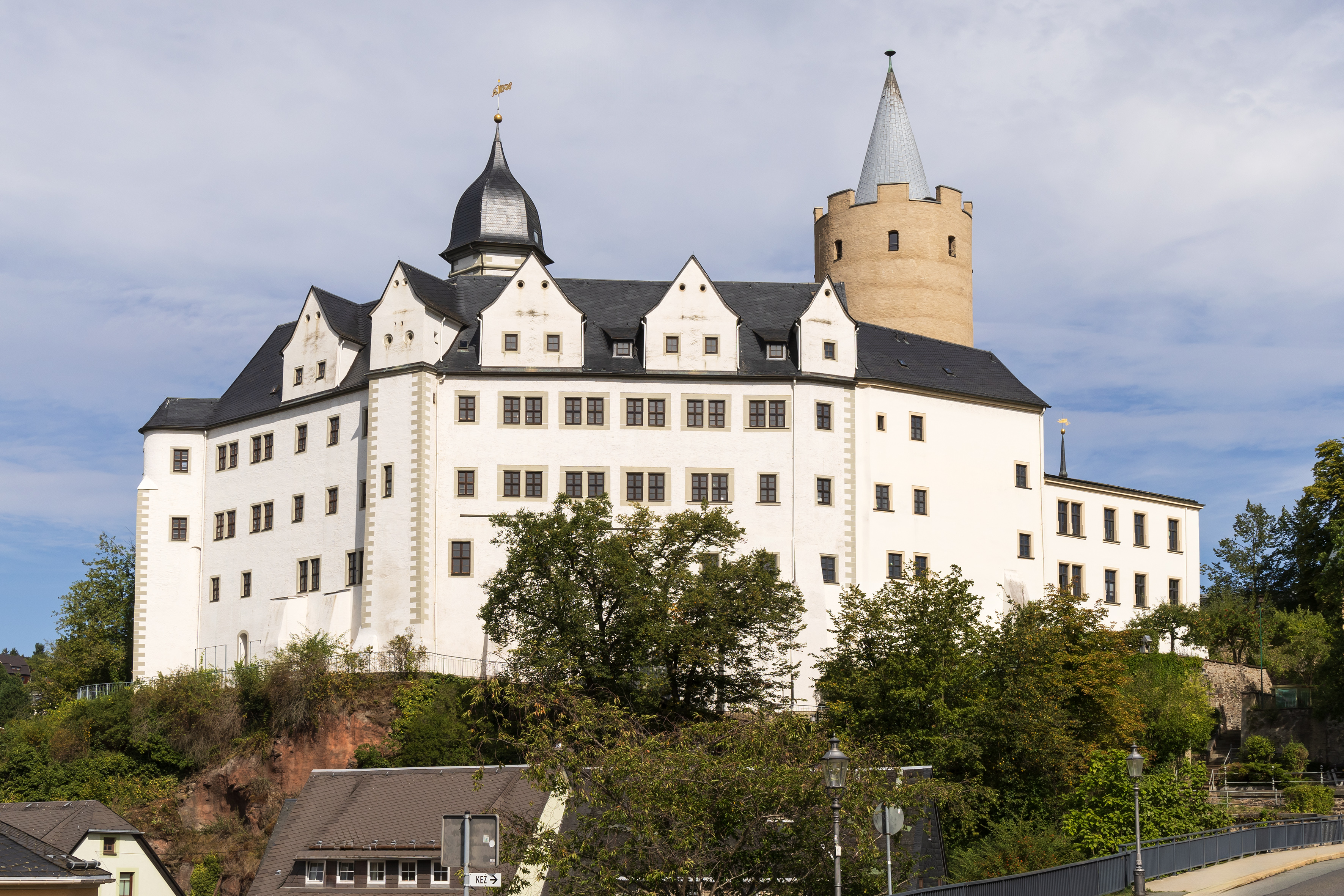
Замок Вильдек
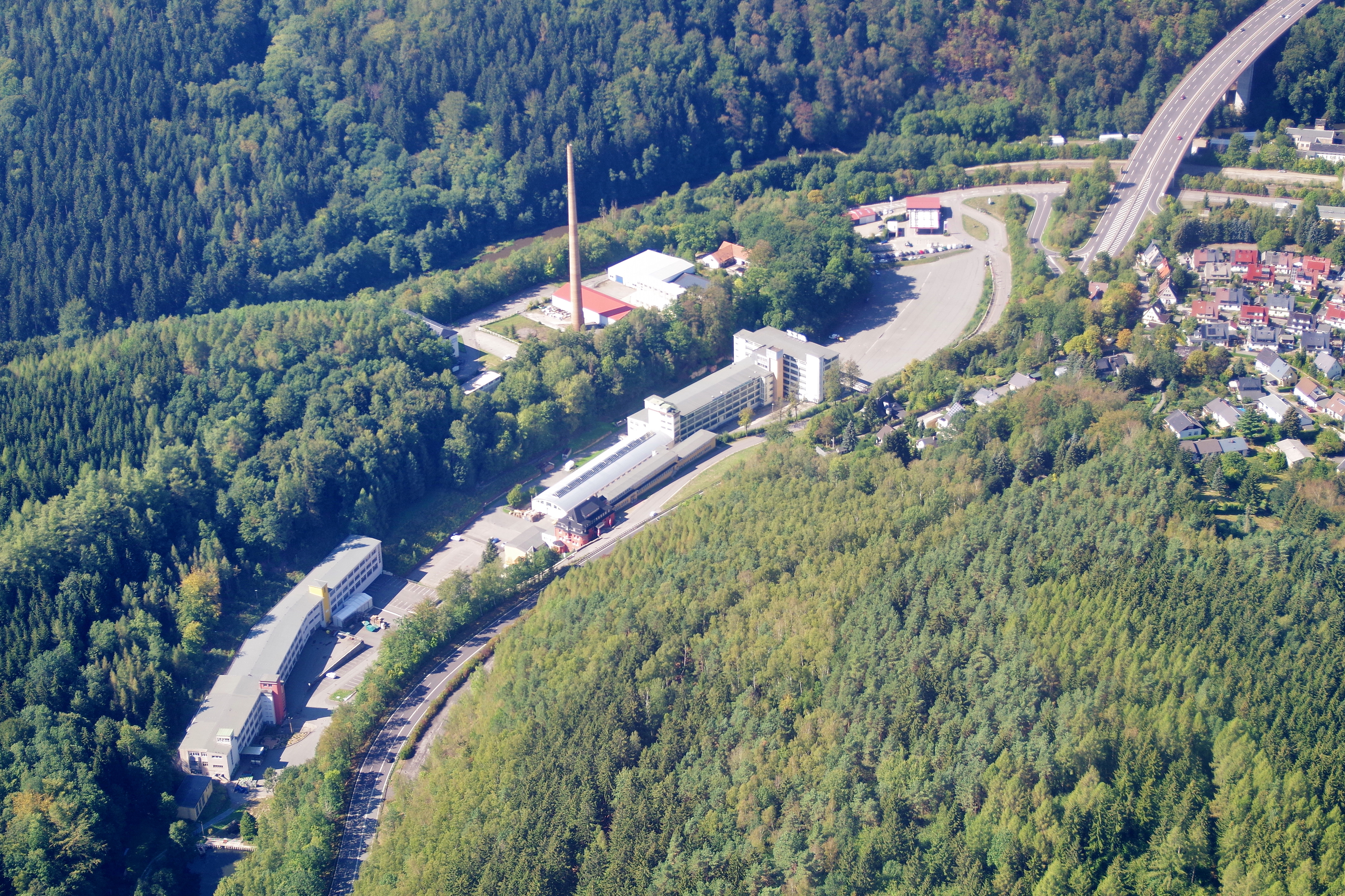
Завод мотоциклов Motorradwerk Zschopau
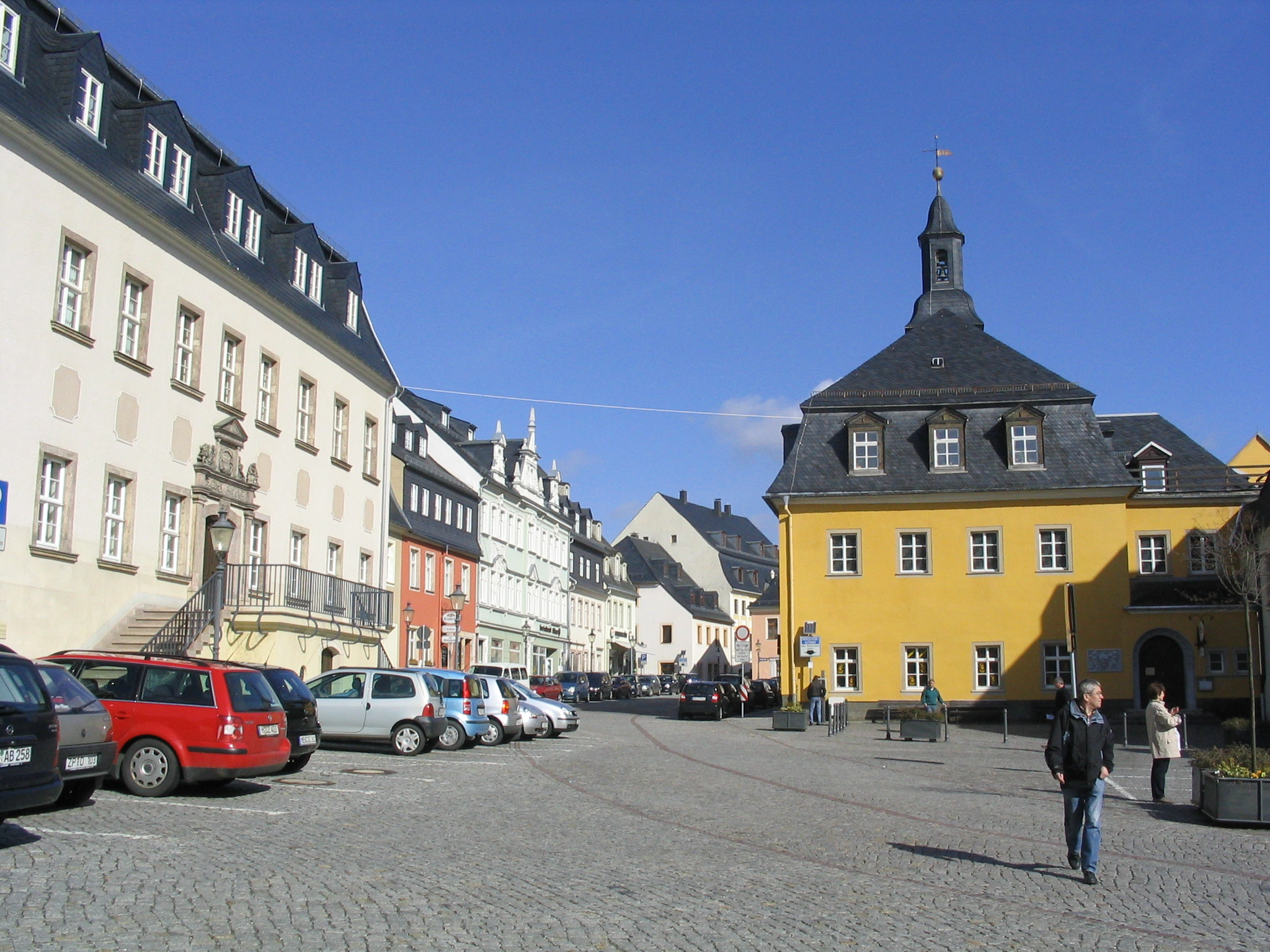
Старая (слева) и Новая (справа) ратуши